# Konary (powiat wołowski)
Konary (niem. Kunern lub Cunern) – wieś w Polsce położona w województwie dolnośląskim, w powiecie wołowskim, w gminie Wińsko.

## Podział administracyjny
W latach 1975–1998 miejscowość należała administracyjnie do województwa wrocławskiego.

## Nazwa
Wieś wymieniona została po raz pierwszy w formach Conar i Vconar w łacińskim dokumencie wydanym w 1202 roku wydanym we Wrocławiu przez kancelarię biskupa wrocławskiego Cypriana.

## Zabytki
Do wojewódzkiego rejestru zabytków wpisany jest:
- ruiny pierwszej na świecie cukrowni, przerabiającej buraki, zbudowanej w latach 1801–1802 z inspiracji i pod nadzorem Franza Karla Acharda. Budynek cukrowni spłonął w 1945 r., a w 1964 r. został zabezpieczony jako trwała ruina[6]. Na ścianie znajduje się tablica ku czci Acharda i jego dzieła
- grodzisko z XII wieku, ślady obok wsi